# São Miguel dos Campos
São Miguel dos Campos es un municipio brasileño del Estado de Alagoas. Su población estimada en censo 2010 era de 54.522 habitantes.
Su economía se basa en la explotación del petróleo, gas natural, agricultura y ganadería.

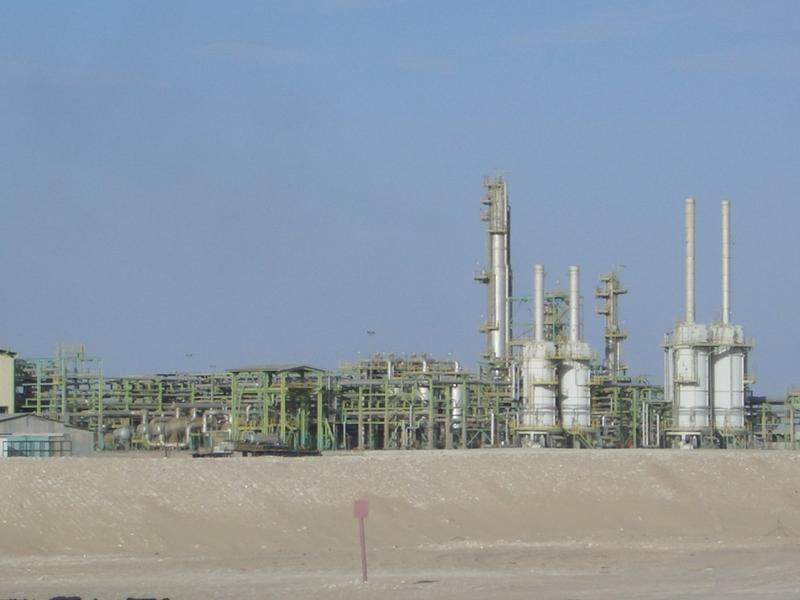
Instalación petrolera.